# 556 př. n. l.

## Narození
- ? – Simónidés z Keu, starověký řecký básník († 467 př. n. l.)